# François Olislaeger
François Olislaeger, né le 17 mai 1978 à Liège, est un dessinateur, illustrateur, dessinateur de presse, auteur de bande dessinée et performeur graphique belge.

## Biographie
François Olislaeger naît le 17 mai 1978 à Liège. Diplômé en 2000 de l’École Émile-Cohl de Lyon, sous la direction d'Yves Got et Daniel Maja, il commence à travailler pour la presse jeunesse (Astrapi, Images Doc, J'aime lire) ainsi que pour Le Temps (Suisse). Parallèlement, il publie chaque mois des reportages dessinés pour le magazine TOC, avec Pierre Cattan. En 2005, le quotidien Le Monde lui commande une série de portraits d’écrivains. Il est depuis un collaborateur régulier de ce journal, pour lequel il produit des dessins libres sur l’actualité, notamment dans la page Débats ou dans les pages littéraires. Il dessine pour de nombreux titres de presse tels que Libération, Les Inrockuptibles, Beaux Arts magazine, Charlie Hebdo, Transfuge, le JDD, Le Soir en Belgique ou encore Internazionale en Italie.
Il tient une rubrique de reportages dessinés en milieu culturel pour le magazine Technikart ainsi qu’une rubrique de dessins d’expositions pour le magazine Double. En 2005, il publie sa première bande dessinée, La Régression, sur un scénario de William Henne aux éditions La Cinquième Couche et Little P. in Echoesland avec la plasticienne Pauline Fondevila aux éditions Denoël Graphic. Ce projet donne lieu à plusieurs expositions : au musée d’art moderne de Sabadell (Espagne), au Miam à Sète, à la BF15 à Lyon et à la galerie Frédéric Giroux à Paris. Cette même année, il réalise un blog dessiné sur le Festival d’Avignon, en compagnie de Laurent Geffroy, pour le magazine TOC. Il propose ce projet aux directeurs du festival et le poursuit, de 2008 à 2013.
En 2006, avec Pierre Cattan, à l'époque rédacteur en chef de la revue TOC, il publie Un autre monde est possible, un reportage dessiné sur les alter-mondialistes et le mouvement Attac durant le forum social mondial de Caracas, au Vénézuela.
En 2009, Le Plateau – Frac Île-de-France lui donne carte blanche pour réaliser une publication autour de sa collection. En 2010, il participe à la Biennale d'art contemporain du Havre et à l’exposition Archi et BD, la ville dessinée, à la Cité de l’architecture et du patrimoine à Paris, pour laquelle il crée une fresque monumentale illustrant l’histoire de la bande dessinée à travers l’histoire culturelle du XXe siècle.
Avec Xavier Löwenthal et Wim Delvoye, il publie La Jérusalem céleste, les aventures de Wim Delvoye, mêlant art contemporain et bande dessinée. Il paraît en feuilleton dans les quotidiens belges Le Soir et De Standaard, puis en recueil aux éditions La Cinquième Couche. En 2012, Médecins Sans Frontières lui commande un reportage dessiné au Swaziland. Il montre ce travail dans le cadre d’une résidence au Festival Fumetto 2012.
En 2013, il publie une bande dessinée avec la chorégraphe Mathilde Monnier, Mathilde, danser après tout, aux éditions Denoël Graphic, premier livre issu de la collaboration d'un chorégraphe et d'un auteur de bande dessinée. Les deux auteurs créent ensuite, pour le festival Montpellier Danse, Qu’est-ce qui nous arrive ?!?, un spectacle pour une vingtaine d’amateurs alliant danse et dessin en direct, conversations autour du travail chorégraphique. Qu’est-ce qui nous arrive ?!? est un échange entre danse et bande dessinée ainsi qu'une représentation de la danse contemporaine en bande dessinée. Cette même année, il publie Carnets d’Avignon, Planches 2008-2012, chez Actes Sud / Arte éditions, sélection de cinq années de dessins d’œuvres théâtrales en bande dessinée.
Après la danse et le théâtre, il s'intéresse à nouveau à l'art contemporain et réalise, en 2014, une biographie de Marcel Duchamp. Le livre, publié par Actes Sud et le centre Pompidou, prendra la forme d'un leporello de trois mètres de long, dans lequel Marcel Duchamp commente son œuvre et sa vie. Le texte, entièrement constitué de citations de ce dernier, est un ready made.
En 2017, il réalise une exposition interactive, pour La Ferme du Buisson, Ernest ou la quatrième dimension,.
Olislaeger exerce le métier de dessinateur dans des mises en scène (théâtre et danse) et lors de performances dessinées, comme en 2017, avec Mathieu Boogaert et David Prudhomme ou en compagnie de Gaspar Claus.
Olislaeger confronte son média, la bande dessinée, aux autres médias tels la danse, le théâtre, les arts plastiques et la musique,.

## Œuvre

### Publications

#### Albums de bande dessinée
- La Régression, avec William Henne, La Cinquième Couche, 2005  (ISBN 2930356065)
- Little P. in Echoesland, avec Pauline Fondevila, Denoël Graphic, 2005  (ISBN 2207257266)
- Un autre monde est possible, Hachette Littératures, coll. « La Fouine illustrée », Paris, août 2006
Scénario : Pierre Cattan - Dessin : François Olislaeger - Couleurs : noir et blanc -  (ISBN 2-01-235963-9)
- La Jérusalem céleste, les aventures de Wim Delvoye, avec Xavier Löwenthal, La Cinquième Couche, 2010  (ISBN 978-2-930356-77-8)
- Mathilde, danser après tout, avec Mathilde Monnier, Denoël Graphic, 2013
- Carnets d’Avignon, Planches 2008-2012, Arte Éditions / Actes Sud, 2013
- Marcel Duchamp - Un petit jeu entre moi et je, Centre Pompidou / Actes Sud, octobre 2014  (ISBN 9782330036720)
- Charles Darwin - Une révolution, avec Annabelle Kremer, Cité des sciences et de l'industrie / Actes Sud junior, septembre 2015
- Écolila[19], Actes Sud, 2019  (ISBN 9782330102784),Sélection officielle Festival d'Angoulême 2020.
- Le Carnet du promeneur - Hiver, Actes Sud, coll. « Actes Sud BD », 20 avril 2022
Scénario, dessin et couleurs : François Olislaeger -  (ISBN 978-2-330-16478-2)

#### Collectifs
- Le Coup de grâce, La Cinquième Couche, coll. « F », Bruxelles, 26 août 2006
Scénario et dessin : collectif dont François Olislaeger - Couleurs : quadrichromie -  (ISBN 9782930356297)
- Bile noire 10x10, Atrabile, Genève, septembre 2007
Scénario et dessin : collectif dont François Olislaeger - Couleurs : quadrichromie -  (ISBN 9782940329519)
- René Magritte vu par, Actes Sud, Angoulême, 21 septembre 2016
Scénario : David B. - Dessin : collectif dont François Olislaeger - Couleurs : quadrichromie -  (ISBN 9782330065959)

#### Revues
- Le Dictionnaire in Bile noire no 11[20], Atrabile, décembre 2001
- Le Dictionnaire in Bile noire no 12 , Atrabile, juillet 2002
- Le Dictionnaire in Bile noire no 13, Atrabile, avril 2003
- Le Dictionnaire in Bile noire no 14, Atrabile, juillet 2004
- Le Dictionnaire in Bile noire no 15, Atrabile, avril 2005
- Les Portraitistes in L'Éprouvette no 2, L’Association, juin 2006
- Eau in Bile noire no 16, Atrabile, janvier 2007
- Les Interviews dessinés avec Vincent Sardon in Lapin no 37, L’Association, février 2009
- Les Interviews dessinés avec Killoffer, in Lapin no 39, L’Association, juillet 2009
- Terre in Bile noire no 18, Atrabile, février 2011.

### Expositions
- Echoesland, avec Pauline Fondevila, Musée d’art de Sabadell (Espagne), 2004
- Metacomics, avec Pauline Fondevila, La BF15, Lyon, 2005
- Serendipity ou la productivité du hasard, avec Pauline Fondevila, Console, Paris, 2005
- À la santé des artistes !, avec Pauline Fondevila, MIAM, Sète, 2006
- Archi et BD, La ville dessinée, Cité de l’architecture et du patrimoine, Paris, 2010
- La nouvelle scène de l’égalité, Biennale Arts Le Havre, 2010
- 2062, Aller-Retour vers le futur, La Gaîté Lyrique, Paris, 2012
- MSF-Atelier, Fumetto, Festival International de la BD de Lucerne, 2012
- Une fleur par jour[21], Galerie du jour agnès b., Paris, du 17 mai au 16 juin 2018
- Studiolila[22], Collection Lambert, Avignon, du 9 octobre 2020 au 10 janvier 2021.

### Spectacles vivants
- À demi endormi déjà, conte musical dessiné, texte de Célia Houdart, musique de Sébastien Roux, 2011[12] ;
- Qu’est-ce qui nous arrive ?!?, spectacle de danse avec Mathilde Monnier, 2013[12].
- Regarde-moi mieux, avec David Prudhomme, 2020[12].

### Autres
- Dessin animé pour le documentaire La France est-elle ingouvernable ? de Stéphanie Kaim et Denis Jeambar, 2009

#### Livres
: document utilisé comme source pour la rédaction de cet article.
- Philippe Mellot, Michel Denni, Laurent Turpin et Isabelle Morzadec, Trésors de la bande dessinée : BDM 2022-2023 - Catalogue encyclopédique et Argus, Paris, Les Arènes, novembre 2022, 23e éd., 1677 p., ill. ; 23 cm (ISBN 9791037507280, OCLC 1351462460, présentation en ligne), p. 747. .

#### Périodiques
- Lucie Servin, « Écolila de François Olislaeger : un hymne à l'amour et à l'écologie », Les Cahiers de la bande dessinée, no 10,‎ janvier-mars 2020, p. 58-69.

### Podcast
- Le RDV 20/05/13 avec Daniel Leveille, François Olislaeger et la session de Aufgang Émission de France Culture avec l'auteur, du 20 mai 2013 50 minutes.

### Vidéographie
- [vidéo] « François Olislaeger invente la BD du futur », sur YouTube, 1er février 2020